# W H Smith
W H Smith plc er en vidt udbredt britisk kæde af boghandler. 
Kæden blev grundlagt i London i 1792. I dag består den af 1.006 butikker, hvoraf lidt under halvdelen er placeret i lufthavne, på banegårde, hospitaler samt ved motorveje. Langt størstedelen af butikker er beliggende i Storbritannien, dog har W H Smith siden 2004 drevet butikker i Hong Kong International Airport, Singapore og Paris, og i oktober 2008 åbnedes fem butikker i Københavns Lufthavn, mens der året efter blev åbnet en butik i Stockholm-Arlanda Lufthavn. Butikkerne sælger ud over bøger også papirvarer, aviser og magasiner samt drikkevarer og slik.
I 2001 omsatte kæden for 1,273 mia. pund og beskæftigede i 2010 16.858 ansatte. W H Smith er noteret på London Stock Exchange og har hovedkontor i Swindon. 
W H Smith ejede fra 1989 til 1998 boghandlerkæden Waterstones, der i dag er en af de primære konkurrenter på det britiske hjemmemarked. 
W H Smith er desuden kendt for i 1966 at have opfundet ISBN-systemet for identifikation af bøger, der i dag er ISO-standard.